# Paris Is Burning
Paris Is Burning é um filme-documentário estadunidense de 1990 dirigido e escrito por Jennie Livingston e gravado em diferentes fases da década de 1980, que segue a comunidade LGBT na cidade de Nova Iorque. Em 2016, a obra foi selecionada pelo National Film Registry à Biblioteca do Congresso como "cultural, histórica ou esteticamente significante".

## Elenco
- Pepper LaBeija
- Dorian Corey
- Angie Xtravaganza
- Willi Ninja
- Octavia St. Laurent
- Venus Xtravaganza
- Freddie Pendavis
- Will Pendavis
- Junior LaBeija
- Paris Dupree
- Carmen Xtravaganza
- David DePino
- Danni Xtravaganza
- Sol Pendavis
- Avis Pendavis

## Prêmios
- 1990 – IDA Award
- 1990 – Los Angeles Film Critics Association (melhor documentário)
- 1990 – Audience Award Best Documentary (melhor documentário)
- 1991 – Festival Sundance de Cinema (Grande Prêmio do Júri)
- 1991 – Urso de Ouro (melhor documentário)
- 1991 – Boston Society of Film Critics Awards (melhor documentário)
- 1991 – Open Palm Award
- 1991 – New York Film Critics Circle Awards (melhor documentário)
- 1991 – Seattle International Film Festival (melhor documentário)
- 1992 – GLAAD Media Awards
- 1992 – National Society of Film Critics (melhor documentário)
- 2015 – Cinema Eye Honours Legacy Award
- 2016 - National Film Registry[2]